# Groupe de NGC 4921
Le groupe de NGC 4921 comprend au moins cinq galaxies situées dans la constellation de la Chevelure de Bérénice. La distance moyenne entre ce groupe et la Voie lactée est d'environ 87,8 Mpc (∼286 millions d'al). 

## Membres
Le tableau ci-dessous liste les quatre galaxies qui sont indiquées dans l'article d'Abraham Mahtessian publié en 1998. 
D'autre part, il est assez étonnant que la galaxie NGC 4923 n'apparaisse pas dans la liste de Mahtessian. Elle est en effet voisine de NGC 4921 et elle est à la même distance de Hubble que celle-ci. Cette galaxie figure dans la dernière ligne du tableau.
| Nom                  | Classification | Type           | α (J2000.0)   | δ (J2000.0) | Vitesse radiale (km/s) | Magnitude apparente | Distance (Mpc) | Diamètre (kal) |
| -------------------- | -------------- | -------------- | ------------- | ----------- | ---------------------- | ------------------- | -------------- | -------------- |
| NGC 4921             | SB(rs)ab       | Spirale barrée | 13h 01m 26.1s | 27° 53′ 09″ | 5471 ± 2               | 12,2                | 84,6 ± 5,9     | 209            |
| NGC 4952 = NGC 4962  | E              | Elliptique     | 13h 04m 58.4s | 29° 07′ 20″ | 5920 ± 3               | 12,4                | 91,2 ± 6,4     | 171            |
| NGC 5000             | SB(rs)bc       | Spirale barrée | 13h 09m 47.5s | 28° 54′ 25″ | 5593 ± 3               | 13,2                | 86,3 ± 6,1     | 139            |
| 1306+2827 = UGC 8229 | SB(r)b         | Spirale barrée | 13h 08m 54.2s | 28° 11′ 02″ | 5988 ± 1               | 13,6                | 92,2 ± 6,5     | 138            |
| NGC 4923             | (R')SA(r)0-?   | Lenticulaire   | 13h 01m 31.8s | 27° 50′ 51″ | 5463 ± 2               | 13,7                | 84,5 ± 5,9     | 102            |

Le site DeepskyLog permet de trouver aisément les constellations des galaxies mentionnées dans ce tableau ou si elles ne s'y trouvent pas, l'outil du site constellation permet de le faire à l'aide des coordonnées de la galaxie. Sauf indication contraire, les données proviennent du site NASA/IPAC.